# Білий бізон (фільм)
Білий бізон (англ. The White Buffalo) — американський вестерн 1977 року.

## Сюжет
Джеймс Отіс, багато років тому вбив миротворця, що добивався припинення ворожнечі між американцями і індіанцями. Тоді ж він зіткнувся з величезним білим бізоном, який був завбільшки із слона і знищував все на своєму шляху. З тих пір Джеймсу сниться поєдинок з бізоном і кожного разу він прокидається в холодному поту. Приїхавши в маленьке містечко, він все ще сподівається зустрітися з цією твариною і одного дня ця зустріч все ж таки відбудеться.

## У ролях
| Актор              | Роль                               |
| ------------------ | ---------------------------------- |
| Чарльз Бронсон     | Дикий Білл Хікок (Джеймс Отіс)     |
| Джек Ворден        | Чарлі Зейн                         |
| Вілл Семпсон       | Божевільний Кінь / Черв'як         |
| Кім Новак          | Дженні Покер / місіс Шермерхорн    |
| Клінт Вокер        | Джек Кілін                         |
| Стюарт Вітман      | Вініфред Коксі                     |
| Слім Пікенс        | Абель Пікні                        |
| Джон Керрадайн     | Емос Бріггс (трунар)               |
| Кара Вільямс       | Кессі Оллінджер                    |
| Шей Даффін         | Тім Брейді (бармен)                |
| Кліффорд А. Пеллоу | Піт Холт (шериф, Шайєнн, Вайомінг) |
| Дуглас Фоулі       | Емос Біксбі (провідник /оповідач)  |
| Ед Лотер           | Том Кастер                         |
| Мартін Коув        | Джек Маккол                        |